# Trent Forrest
Landon Trent Forrest (Dothan, 12 giugno 1998) è un cestista statunitense, professionista nella NBA.

## Statistiche

### NCAA
| Anno      | Squadra             | PG  | PT | MP   | TC%  | 3P%  | TL%  | RP  | AP  | PRP | SP  | PP   |
| --------- | ------------------- | --- | -- | ---- | ---- | ---- | ---- | --- | --- | --- | --- | ---- |
| 2016-2017 | Fl. State Seminoles | 35  | 0  | 15,4 | 47,3 | 12,5 | 67,6 | 2,7 | 1,6 | 1,2 | 0,1 | 4,9  |
| 2017-2018 | Fl. State Seminoles | 34  | 2  | 25,6 | 49,2 | 21,4 | 69,7 | 4,9 | 4,1 | 1,6 | 0,4 | 7,9  |
| 2018-2019 | Fl. State Seminoles | 37  | 36 | 29,9 | 43,9 | 23,3 | 77,9 | 4,5 | 3,7 | 1,9 | 0,2 | 9,3  |
| 2019-2020 | Fl. State Seminoles | 31  | 31 | 30,9 | 45,9 | 28,1 | 82,2 | 4,4 | 4,0 | 1,9 | 0,6 | 11,6 |
| Carriera  | Carriera            | 137 | 69 | 25,4 | 46,2 | 24,8 | 74,8 | 4,1 | 3,3 | 1,6 | 0,3 | 8,3  |

#### Massimi in carriera
- Massimo di punti: 23 vs Southeast Missouri State (17 dicembre 2018)[1]
- Massimo di rimbalzi: 11 (2 volte)
- Massimo di assist: 12 vs Southern Mississippi (21 dicembre 2017)
- Massimo di palle rubate: 8 vs Duke (10 febbraio 2020)
- Massimo di stoppate: 3 vs South Florida (21 dicembre 2019)
- Massimo di minuti giocati: 40 vs Syracuse (13 gennaio 2018)

### NBA

#### Regular Season
| Anno      | Squadra       | PG  | PT | MP   | TC%  | 3P%  | TL%  | RP  | AP  | PRP | SP  | PP  |
| --------- | ------------- | --- | -- | ---- | ---- | ---- | ---- | --- | --- | --- | --- | --- |
| 2020-2021 | Utah Jazz     | 30  | 0  | 10,1 | 45,1 | 19,2 | 100  | 1,5 | 1,5 | 0,3 | 0,1 | 2,9 |
| 2021-2022 | Utah Jazz     | 60  | 6  | 12,8 | 49,0 | 18,5 | 79,2 | 1,7 | 1,8 | 0,5 | 0,1 | 3,3 |
| 2022-2023 | Atlanta Hawks | 23  | 3  | 12,0 | 41,7 | 0,0  | 66,7 | 1,6 | 1,7 | 0,3 | 0,1 | 2,3 |
| 2023-2024 | Atlanta Hawks | 38  | 0  | 10,9 | 37,8 | 20,0 | 76,5 | 1,3 | 2,4 | 0,3 | 0,1 | 2,2 |
| Carriera  | Carriera      | 151 | 9  | 11,6 | 44,4 | 18,5 | 82,8 | 1,5 | 1,9 | 0,4 | 0,1 | 2,8 |

#### Play-off
| Anno     | Squadra   | PG | PT | MP  | TC%  | 3P% | TL% | RP  | AP  | PRP | SP  | PP  |
| -------- | --------- | -- | -- | --- | ---- | --- | --- | --- | --- | --- | --- | --- |
| 2021     | Utah Jazz | 4  | 0  | 2,5 | 50,0 | -   | -   | 0,0 | 0,0 | 0,0 | 0,0 | 1,0 |
| Carriera | Carriera  | 4  | 0  | 2,5 | 50,0 | -   | -   | 0,0 | 0,0 | 0,0 | 0,0 | 1,0 |

#### Massimi in carriera
- Massimo di punti: 18 vs Denver Nuggets (2 febbraio 2022)[2]
- Massimo di rimbalzi: 6 (3 volte)
- Massimo di assist: 8 (2 volte)
- Massimo di palle rubate: 4 vs Golden State Warriors (23 gennaio 2022)
- Massimo di stoppate: 2 (2 volte)
- Massimo di minuti giocati: 39 vs Denver Nuggets (2 febbraio 2022)

### G League
| Anno      | Squadra       | PG | PT | MP   | TC%  | 3P%  | TL%  | RP  | AP   | PRP | SP  | PP   |
| --------- | ------------- | -- | -- | ---- | ---- | ---- | ---- | --- | ---- | --- | --- | ---- |
| 2022-2023 | C.P. Skyhawks | 11 | 8  | 30,5 | 60,6 | 41,7 | 80,0 | 5,0 | 6,5  | 2,1 | 0,4 | 14,7 |
| 2023-2024 | C.P. Skyhawks | 1  | 1  | 32,4 | 58,3 | 50,0 | 100  | 4,0 | 10,0 | 6,0 | 0,0 | 16,0 |
| Carriera  | Carriera      | 12 | 9  | 30,7 | 60,3 | 42,9 | 81,0 | 4,9 | 6,8  | 2,4 | 0,3 | 14,8 |

### Eurolega
| Anno      | Squadra        | PG | PT | MP   | TC%  | 3P%  | TL%  | RP  | AP  | PRP | SP  | PP  |
| --------- | -------------- | -- | -- | ---- | ---- | ---- | ---- | --- | --- | --- | --- | --- |
| 2024-2025 | Saski Baskonia | 34 | 28 | 24,8 | 48,0 | 32,8 | 81,8 | 2,8 | 4,7 | 0,8 | 0,2 | 9,7 |
| Carriera  | Carriera       | 34 | 28 | 24,8 | 48,0 | 32,8 | 81,8 | 2,8 | 4,7 | 0,8 | 0,2 | 9,7 |